# 막시밀리앵 샤스타네
막시밀리앵 샤스타네(프랑스어: Maximilien Chastanet, 1996년 3월 15일~)는 프랑스의 펜싱 선수로 주 종목은 플뢰레이다. 2024년 하계 올림픽 남자 플뢰레 단체전에서 동메달을 획득했으며 세계 선수권 대회에서 동메달 1개를 획득했다.